# Матіас Рекальт
Маті́ас Река́льт (ісп. Matías Recalt, нар. 14 вересня 2001, Інхеньєро-Машвіц, Аргентина) — аргентинський актор, який здобув популярність завдяки ролі Роберто Канесси у фільмі «Снігова спільнота».

## Життя і кар'єра
Матіас Рекальт народився 14 вересня 2001, виріс у м. Інхеньєро-Машвіц,, провінції Буенос-Айрес. Дебютував на телебаченні у серіалі «Апачі: Життя Карлоса Тевеса» (2019), де зіграв Даніло, друга Карлоса Тевеса. Продовжував зніматися в інших телевізійних серіалах: «Аргентина», «Вогняна любов і помста» (2019). Дебютував на великому екрані в «Сліпий»(2019). Здобув визнання за роль Роберто Канесси у «Снігова спільнота» (2023), за яку також отримав номінацію на премію Гоя як найкращий новий актор.

## Фільмографія

### Фільми
| Рік  | Назва             | Роль            | Примітки |
| ---- | ----------------- | --------------- | -------- |
| 2019 | Сліпий            | Прімо           | [ 5 ]    |
| 2023 | Снігова спільнота | Роберто Канесса | [ 4 ]    |

### Телебачення
| Рік  | Назва                               | Роль             | Примітки |
| ---- | ----------------------------------- | ---------------- | -------- |
| 2019 | Апачі: Життя Карлоса Тевеса         | Даніло           | [ 1 ]    |
| 2019 | Аргентина — країна любові та помсти | Джеронімо        | [ 1 ]    |
| 2023 | Планувальники                       | Хав'єр Гутьєррес | [ 6 ]    |

## Нагороди
| Рік  | Нагорода                             | Категорія          | Робота            | Результат | Примітка |
| ---- | ------------------------------------ | ------------------ | ----------------- | --------- | -------- |
| 2024 | 79-та CEC Awards                     | Кращий новий актор | Снігова спільнота | Перемога  | [ 7 ]    |
| 2024 | 38-ма церемонія вручення премії Гойя | Кращий новий актор | Снігова спільнота | Перемога  | [ 8 ]    |